# 安德烈亞·波佐

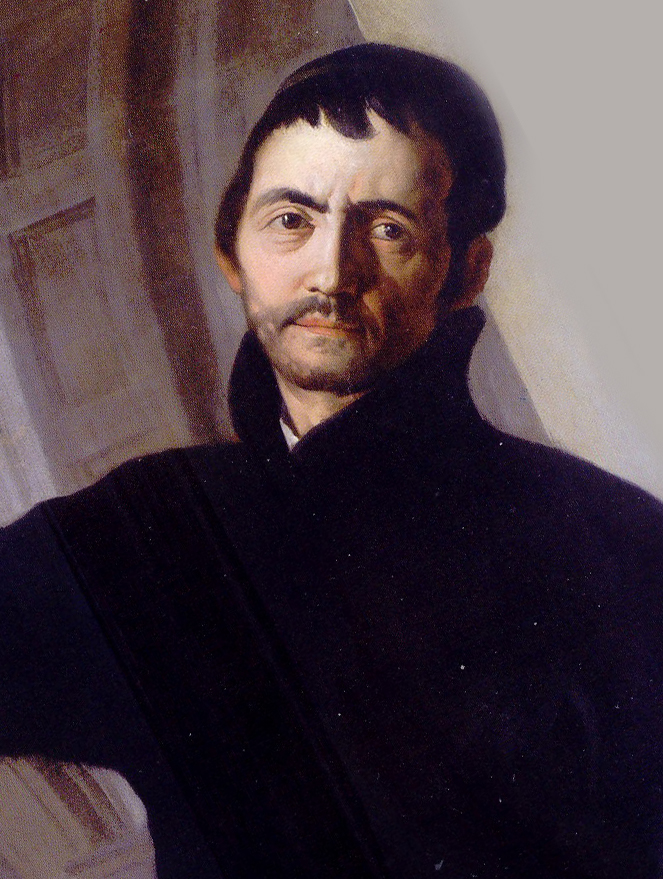
安德烈亞·波佐

安德烈亚·波佐（1642年11月30日—1709年8月31日）是意大利耶稣会修士、巴洛克艺术画家、建筑师、装饰师、舞台设计师和艺术理论家。
安德烈亞·波佐擅長濕壁畫，圣依纳爵堂的中殿天花板上的作品就是由他創作的。他还參與設計聖尼各老主教座堂。